# Mundo de fantasia
Um mundo de fantasia é um tipo de mundo imaginário, parte de um universo fictício usado em romances e jogos de fantasia. Típicamente envolvem mundos com elementos ou habilidades mágicas e, muitas vezes, mas não necessariamente, num tema medieval ou futurista. Alguns mundos podem ser classificados como mundos paralelos tênuamente ligados a Terra através de portais ou itens mágicos; uma Terra fictícia pode estar num passado remoto, futuro longínquo, ou um mundo totalmente independente estabelecido noutro Universo.
Muitos mundos de fantasia são bastante baseados na real história do mundo, na geografia, na sociologia e também em seus mitos e folclores.

## Jogos de RPG
Dungeons & Dragons é o primeiro grande jogo de interpretação de papéis comercialmente bem sucedido. Estebelece mundos de fantasia (chamados de "campanha de cenário") com muitos detalhes, personagens reconhecidos e estabelecidos, localizações, histórias, e sociologias. O cenário dos Reinos Esquecidos talvez seja o mais amplamente desenvolvido de seus mundos. Estes elementos de pormenor pode ser uma grande parte do que atrai as pessoas para os RPGs.
Muitos escritores de fantasia se estabeleceram também devido ao Dungeons & Dragons. Devido a sua ampla influência, sua fantasia e ficção tem inspirado novos escritores à leitura do Dungeons & Dragons Monster Manual em vez de estudar a literatura da mitologia original a partir da qual foi baseada a moderna literatura fantástica.
Há uma estranha fronteira não muito bem definida entre a fantasia e a ficção científica, do mesmo modo que é difícil fazer uma distinção entre "mundos de fantasia" e planetas na ficção científica. Por exemplo, os mundos de Barsoom, Darkover, Gor, e os Witch World combinam elementos de ambos os gêneros.